# Списък на италианските карнавали
Карнавалът играе много важна роля в италианския фолклор, традиционно свързан с регионалните маски, и се празнува в много градове и села, някои от които са известни по целия свят със специалните празници, които организират по този повод.

## Карнавалните маски на италианските региони
Италия е богата на регионални карнавални маски от различен произход: те са родени от кукления театър, от Комедия дел арте, от архаичните традиции или са специално проектирани като символи на карнавалните празненства в различни населени места. Общоприето е, че маските, шумът, цветът и врявата първоначално са предназначени да прогонят силите на мрака и зимата и да проправят пътя за настъпването на пролетта.

## Основните италиански карнавали
Преди всичко Карнавалът във Венеция и Карнавалът във Виареджо, но също така Карнавалът в Ачиреале и Карнавалът в Ивреа имат слава, която надхвърля националните граници и са дестинация за туристи както от Италия, така и от чужбина.

### Венециански карнавал
През 1797 г., с френската окупация на Наполеон и последвалата австрийска, много дългата традиция на венецианския карнавал в историческия център е прекъсната поради страх от бунтове и вълнения от страна на населението. Само в другите центрове на Венецианската лагуна, като Бурано и Мурано, карнавалните тържества продължават своя ход, макар и в по-малка степен, запазвайки известна сила и радост. Почти два века по-късно, през 1979 г., вековната традиция на Венецианския карнавал се възражда и в рамките на няколко издания той се завръща, за да следва стъпките на древното събитие с голям успех. В различни години карнавалът често е посветен на основна тема, която може да се използва като вдъхновение за заобикалящите празници и културни събития. Сегашният Венециански карнавал се превърна в мащабно и грандиозно туристическо събитие, привличащо хиляди посетители от цял свят.

### Карнавал на Виареджо
Карнавалът във Виареджо възниква през 1873 г. и е един от най-важните и най-ценените карнавали в международен план. Характеризира се с повече или по-малко големи алегорични коли, които дефилират в неделя между януари и февруари и върху които доминират огромни карикатури от папиемаше на известни мъже в областта на политиката, културата или развлеченията, чиито характерни черти, особено соматичните, са подчертани със сатира и ирония. Всъщност именно във Виареджо през 1925 г. е създадена първата алегорична кола от папиемаше. И именно тук се правят най-великите коли от този материал, които надвишават 20 метра височина, изработени от повече от 25 компании, включващи повече от хиляда майстори. 

### Карнавал на Ачиреале
Карнавалът в Ачиреале е един от най-старите в Сицилия и се провежда всяка година в град Ачиреале, провинция Катания. Сред неговите характеристики е парадът на алегоричните коли; в някои от тях се използват хиляди свежи цветя, подредени едно до друго и затова се наричат коли с цветя. Колите дават своето шоу и през нощта, чрез хиляди крушки и светлини, грандиозни движения и постоянно развиваща се сценография по време на представленията. Украсените с цветя коли също са характерни за различни карнавали на Лазурния бряг и Лигурия.

### Исторически карнавал на Ивреа
Историческият карнавал в Ивреа, известен с кулминационния момент на битките при портокалите, се счита за един от най-старите и най-уникалните в света, след церемония, променяна няколко пъти през вековете. Целият карнавал представя под формата на алегория бунта на гражданите за свобода от тиранина на града, вероятно Раниери ди Биандрате, убит от мелничарската дъщеря Виолета, над когото той се готвел да упражни правото на първа брачна нощ. Именно това събитие предизвика гражданската война, представена от битката между хората и кралските войски, която се пресъздава по време на карнавала, където екипите от портокалохвъргачи пешаци (т.е. народът) защитават своите площади от портокалохвъргачите от каруци (т.е. армията), като портокалите представляват съответно камъни и стрели, докато процесията на Виолета дефилира по улиците на града, хвърляйки сладкиши и подаръци на населението.

## Карнавалът в Амвросианския обред
Там, където се спазва Амвросианският ритуал, т.е. в повечето църкви на Миланската архиепископия, и в някои от съседните епархии, карнавалът завършва с първата неделя на Великия пост; последният му ден е събота, 4 дни по-късно от Дебелия вторник, в който той завършва там където се спазва римският ритуал.
Традицията гласи, че епископ Свети Амвросий е участвал в поклонение и е обявил завръщането си за карнавала, за да отпразнува първите ритуали на Великия пост в града. Населението на Милано го чака, удължавайки карнавала до неговото пристигане, отлагайки обреда на пепелта, който в Миланската архиепископия се провежда в първата неделя на Великия пост. В действителност разликата се дължи на факта, че в древността Великият пост започва навсякъде в неделя, дните от Пепеляна сряда до следващата неделя са въведени в римския обред, за да се сведат дните на ефективен пост до четиридесет дни, като се има предвид, че неделите никога не са били гладни дни.

## Основни карнавали по региони
- Вале д'Аоста
  - Карнавал на Кумба Фрейда (в Оломон, Биона, Валпелин, Дуе, Етрубъл, Сент Оаян, Сен Реми ан Бос, Ален)

- Пиемонт
  - Исторически карнавал на Ивреа (Ивреа)
  - Карнавал на Боргозезия (Боргосезия)
  - Карнавал на Кариняно (Кариняно)
  - Исторически карнавал на Ормеа (Ормеа)
  - Карнавал на Рока Грималда (Рока Грималда)
  - Карнавал на Варало Сезия (Варало Сезия)
  - Исторически карнавал на Сантия (Сантия)
  - Карнавал на Асти (Асти)

- Лигурия
  - Карнавал на Санремо (Санремо)

- Ломбардия
  - Амвросиански карнавал (Милано)
  - Карнавал на Крема (Крема)
  - Карнавал на Баголино (Баголино)
  - Карнавал на Кастел Гофредо (Кастел Гофредо)
  - Карнавал на Чени (Чени – подселище на Санта Маргерита ди Стафора)
  - Карнавал на Скиняно (Скиняно)
- Трентино-Алто Адидже
  - Егетман (Термено сула Страда дел вино, Нова Леванте и Салорно)
  - Карнавал на Лайвес (Лайвес)

- Венето
  - Венециански карнавал
  - Веронски карнавал (Верона)
  - Цингенеста (Канале д'Агордо)
  - Карнавал на Венето (Казале ди Скодозия)

- Фриули-Венеция Джулия
  - Блумари (Монтефоска – подселище на Пулферо)
  - Карнавал на Сапада (Сапада)

- Емилия-Романя
  - Карнавал на Бусето (Бусето)
  - Карнавал на Кастелново ди Сото (Кастелново ди Сото)
  - Карнавал на Ченто (Ченто)
  - Исторически карнавал на Персичето (Сан Джовани ин Персичето)
  - Карнавалът на Дечима (Сан Матео дела Дечима – подселище на Сан Джовани ин Персичето)
  - Карнавал на Гамбетола (Гамбетола)

- Тоскана
  - Карнавал на Виареджо (Виареджо)
  - Карнавал на Фояно дела Киана (Фояно дела Киана)

- Марке
  - Карнавал на Фано (Фано)
  - Карнавал на Асколи Пичено (Асколи Пичено)
  - Карнавал на Офида (Офида)
  - Карнавал на Амандола "de li Paniccià" (Амандола)

- Умбрия
  - Дни на Барточо (Перуджа)
  - Клада на Сансимино (Маршано)

- Лацио
  - Римски карнавал (Рим)
  - Исторически карнавал на Фрозиноне (Фрозиноне)
  - Карнавал на Рончильоне (Рончильоне)
  - Карнавал на Поджо Миртето (Поджо Миртето)

- Абруцо
  - Карнавал на Абруцо (Франкавила ал Маре)
  - Карнавал на Абруцо (Рокаскаленя)

- Кампания
  - Карнавал на Савиано (Савиано)
  - Карнавал на Палма Кампания (Палма Кампания)
  - Карнавал на Монтемарано (Монтемарано)
  - Карнавал на Патернополи (Патернополи)
  - Карнавал на Лиони (Лиони)
  - Карнавал на Вила Литерно (Вила Литерно)

- Пулия
  - Карнавал на Галиполи (Галиполи)
  - Карнавал на Манфредония (Манфредония)
  - Карнавал на Масафра (Масафра)
  - Карнавал на Путиняно (Путиняно)

- Базиликата
  - Карнавал на Сатриано ди Лукания (Сатриано ди Лукания)
  - Карнавал на Трикарико (Трикарино)
  - Матинате (Матера)

- Калабрия
  - Карнавал на Кастровилари (Кастровилари)

- Сицилия
  - Карнавал на Шака (Шака)
  - Карнавал на Вале дел'Алкантара (Франкавила ди Сичилия)
  - Карнавал на Ачиреале (Ачиреале)
  - Карнавал на Патерно (Патерно)
  - Карнавал на Регалбуто (Регалбуто)
  - Карнавал на Термини Имерезе (Термини Имерезе)

- Сардиния
  - Карнавал на Боза (Боза)
  - Карнавал на Мамояда (Мамояда)
  - Карнавал на Ористано (Ористано)
  - Карнавал на Уласай (Уласай)
  - Карнавал на Темпио Паузания (Темпио Паузания)
  - Карнавал на Гуспини (Гуспини)
  - Су Маймулу (Гайро)
  - Су Маймулу (Уласай)
  - Карнавал на Каляри (Каляри)